# Guilherme Winter
Guilherme Winter, właściwie Guilherme Winter Nóbrega de Almeida (ur. 28 sierpnia 1979 w São Paulo) – brazylijski aktor teatralny, filmowy i telewizyjny.

## Życiorys

### Wczesne lata
Urodził się i wychowywał w São Paulo jako syn Very Winter i Wladimira Almeidy. Uczęszczał do Escola Panamericana de Arte w São Paulo. Interesował się rysowaniem komiksów. Zawodowo uprawiał skateboarding. Studiował na wydziale wzornictwa przemysłowego na Uniwersytecie Mackenzie.

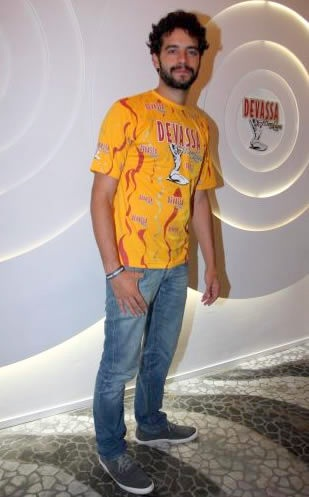
Guilherme Winter

### Kariera
W 2004 roku przeniósł się do Rio de Janeiro i zdecydował rozpocząć edukację w kierunku aktorstwa w Casa das Artes de Laranjeiras  (CAL). Grał na teatrze w sztukach: Wróg ludu Henrika Ibsena (2003), Sługa dwóch panów Carlo Goldoniego (2005) i Sen (2007). W 2008 debiutował na szklanym ekranie rolą nauczyciela Thiago Junqueira w telenoweli Malhação.
W telenoweli Ti Ti Ti (2010) zagrał złoczyńcę Renato Villa. W czerwcu 2012 podpisał pięcioletni kontrakt z Rede Record.
Zagrał w dwóch biblijnych miniserialach: Józef z Egiptu (José do Egito, 2013) jako Ruben oraz Mojżesz – Dziesięć Przykazań (Moisés – Os Dez Mandamentos, 2013), gdzie wcielił się w główną rolę Mojżesza. W telenoweli Grzech śmiertelny (Pecado Mortal, 2013) wystąpił w roli psychopatycznego Veludo.

### Życie osobiste
W latach 2011–2012 związany był z prezenterką telewizyjną Kiką Martinez. Od listopada 2015 roku związał się z aktorką Giselle Itié.

## Wybrana filmografia
- 2006: Kobry i jaszczurki (Cobras & Lagartos) jako Flu Melutti
- 2007: Malhação (Centrum) jako Tiago Junqueira
- 2009: Raj (Paraíso) jako Otávio Elias Barbosa
- 2010: Ti Ti Ti jako Renato Villa
- 2011: Słynny taniec 8 (Dança dos Famosos) jako uczestnik
- 2011: Tapas i pocałunki (Tapas & Beijos) jako Valdinei
- 2012: Brazylijski (As Brasileiras) jako Hugo
- 2012: Pełna uroku (Cheias de Charme) jako Anderson
- 2013: Józef z Egiptu (José do Egito) jako Ruben
- 2013: Grzech śmiertelny (Pecado Mortal) jako Roberto Lima (Veludo)
- 2013: Mojżesz – Dziesięć Przykazań jako Mojżesz